# Микаелян, Карапет Самвелович
Карапе́т Самве́лович Микаеля́н (арм. Կարապետ Սամվելի Միքայելյան; 27 сентября 1969, Ленинакан, Армянская ССР, СССР) — советский, армянский и российский футболист, играл на позициях полузащитника и нападающего. Российский футбольный тренер. Мастер спорта Армении.

## Биография
Дебютировал в 1987 году в составе ленинаканского «Ширака», затем 1,5 года служил хлеборезом в военной части в Амурске. В 1989 году подписал 3-летний контракт с клубом «Амур» Комсомольск-на-Амуре. До 2008 года выступал в различных российских клубах, в 1996—1997 годах играл в составе южнокорейского «Пучхона», который тренировал Валерий Непомнящий. Провёл три месяца в составе команды первой лиги Израиля.
В 1996—1999 годах провёл 20 игр за сборную Армении, забил два гола.
В начале лета 2011 Микаеляну был поставлен диагноз дилатационная кардиомиопатия, по состоянию на конец октября собирал деньги на проведение операции.
С октября 2013 года является тренером ЛФК «Шива» (Южная лига Москвы — ЛФЛ (8х8)).
В конце 2016 года перенёс операцию по пересадке сердца.